# Marko Livaja
Marko Livaja (hr [mâːrko liʋǎːja, - lǐʋa-]; n. 26 august 1993) este un fotbalist croat care joacă pe postul de atacant pentru clubul elen de fotbal AEK Atena.
Livaja și-a început cariera de jucător profesionist la Internazionale în 2011, jucând în academiile de tineret ale diferitelor echipe din Croația și Italia. Nereușind să se impună în echipa lui Inter Milano, a fost împrumutat la Lugano la scurt timp după ce a semnat cu Inter, iar în primele șase luni ale sezonului 2011–2012 a fost împrumutat la Cesena (care îl deținea pe Livaja în co-proprietate cu Inter). În ianuarie 2013, după ce a jucat în șase meciuri de campionat pentru Internazionale, Atalanta a cumpărat drepturile federative deținute de Cesena, aducându-l pe jucător în lotul lor.
Livaja a jucat pentru Croația la toate categoriile de vârstă, de la sub 15 ani la echipa națională mare.

## Cariera pe echipe

### Cariera la tineret
Livaja a început să joace fotbal la echipe din ligile inferioare ale Croației GOŠK Kaštel Gomilica și NK Omladinac Vranjic înainte de a luat de Academia Dinamo Zagreb în vara anului 2008. Cu toate acestea, înainte de a fi înregistrat de Dinamo, a primit o ofertă din partea clubului din orașul său natal Hajduk Split Academia, rivalii de lungă durată ai lui Dinamo, și s-a transferat acolo. La începutul anului 2010, a fost promovat în echipa mare a lui Hajduk.

### Internazionale

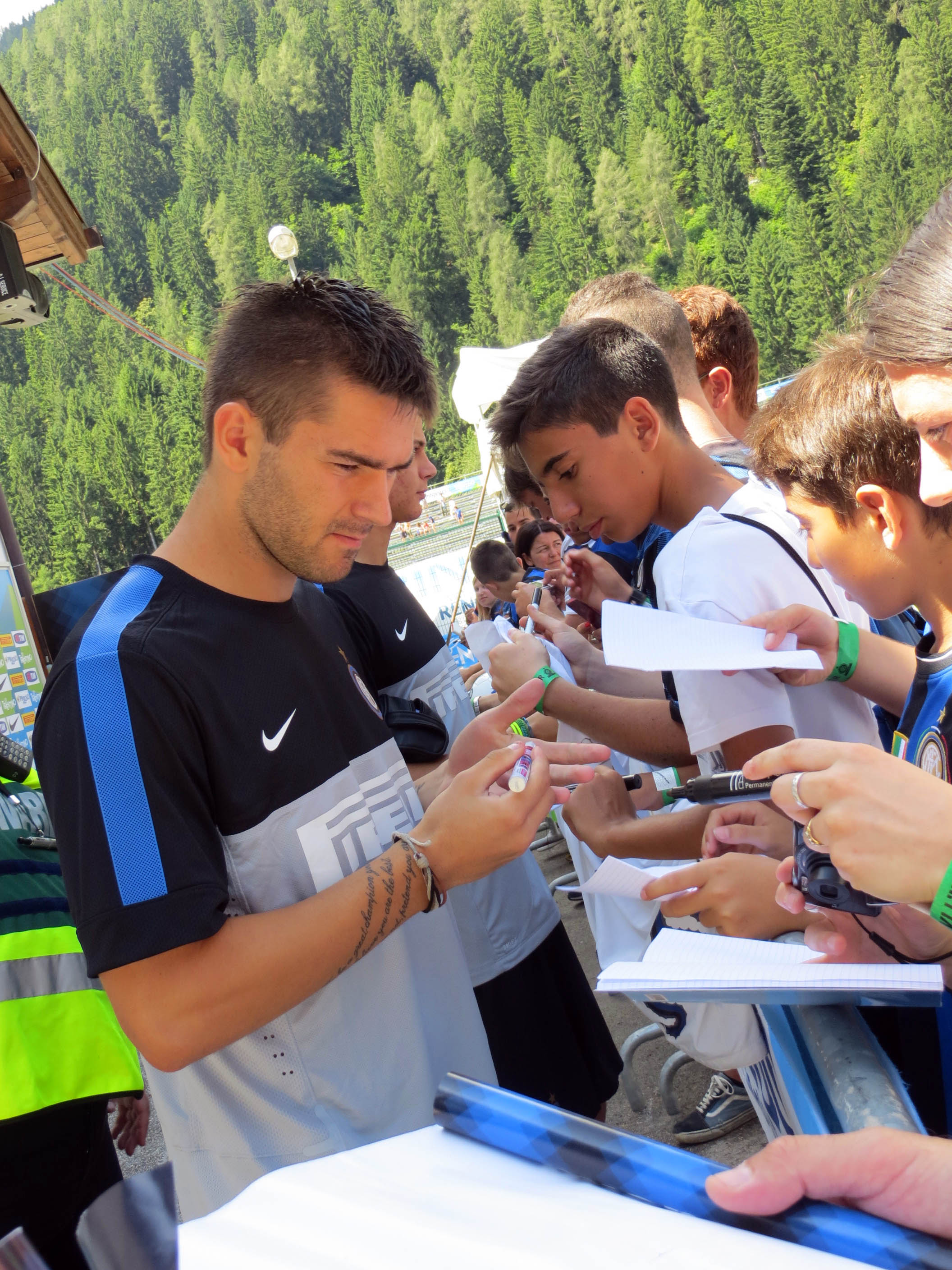
Livaja în 2012

Mai târziu, în 2010 (după ce a ajuns la echipa mare a lui Hajduk), Livaja a fost vândut la Internazionale Milano, care l-a împrumutat la clubul elvețian FC Lugano în 2011. El a fost împrumutat din nou la Cesena în vara anului 2011 pentru 250.000 de euro de la Hajduk Split și a debutat în Serie A pentru Cesena împotriva Fiorentinei în octombrie 2011. Livaja a jucat pentru Cesena atât în echipa mare, cât și în echipa lor de tineret.
În ianuarie 2012 s-a întors la Inter, atunci când Cesena le-a vândut drepturile pe care le avea în co-proprietate cu Inter pentru 2,25 milioane de euro. După ce Andrea Stramaccioni a fost numită antrenor al primei echipe, Livaja a devenit component al Inter Primavera, câștigând sezonul NextGen 2011-2012. Livaja a chemat inclus pentru prima dată în lotul primei echipe a lui Inter pe 1 aprilie 2012, fiind rezervă neutilizată într-un meci împotriva lui Genoa câștigat de milanezi cu scorul de 5-4 pe San Siro.
În sezonul 2012-2013, Livaja a jucat în prima etapă de campionat împotriva lui Pescara și a jucat primul său meci ca titular împotriva lui AS Roma în ianuarie 2013. El a jucat în total în șase meciuri de Serie A în prima jumătate a sezonului, fără a înscrie vreun gol. Livaja a jucat mai multe meciuri în competițiile europene, fiind prima alegere a antrenorul Stramaccioni, pentru meciurile din UEFA Europa League 2012-2013 împotriva lui Rubin Kazan, FK Partizan și Neftchi Baku.
El a marcat primul gol pentru Inter împotriva lui Rubin Kazan la 20 septembrie 2012 și a devenit cel mai bun marcator al Inter în grupe, cu patru goluri în șase meciuri. Inter a terminat pe locul al doilea în Grupa H cu 11 puncte, la trei puncte în spatele lui Rubin Kazan.

### Atalanta
La 31 ianuarie 2013, Livaja a fost împrumutat la Atalanta, cu Inter păstrând jumătate din drepturile sale federative. Inter a plătit 1,5 milioane de euro pentru a-l achiziționa pe Livaja direct de la Cesena dar a revândut jumătate din drepturile sale la Atalanta pentru 2,5 milioane de euro, ca parte a achiziționării lui Ezequiel Schelotto pentru suma de 6 milioane de euro. Livaja și-a făcut debutul pentru noul club împotriva lui Catania Calcio pe 10 februarie 2013 și a marcat primele două goluri în meciul din etapa a 26-a împotriva lui AS Roma.
A fost scos din lot din motive disciplinare în aprilie, lipsind din meciul Atalantei împotriva Sampdoriei. El a jucat primul său meci împotriva fostei sale echipe Inter Milano pe 7 aprilie 2013, intrând pe teren în cea de-a doua repriză a partidei. În luna aprilie, Livaja a primit premiul „Jucătorul lunii” al lui Atalanta în februarie 2013, fiind votat de către fanii clubului. La 7 mai, înainte de meciul cu Juventus, Livaja a fost din nou scos din lot pe motive de indisciplină.

### Rubin Kazan

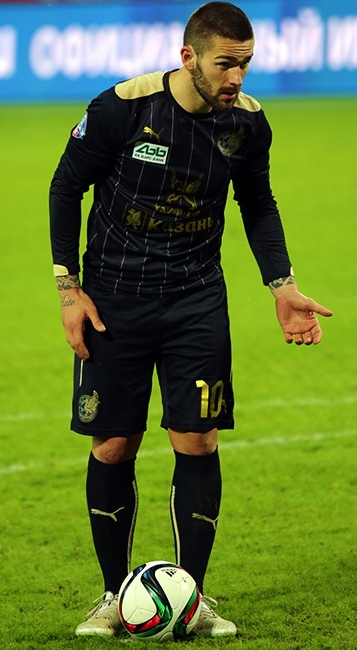
Livaja la Rubin Kazan.

Pe 15 mai 2014, Livaja a semnat cu Rubin Kazan un contract pe cinci ani. Clubul rus a plătit aproximativ 6 milioane de euro pentru el. La 31 august 2015, Rubin Kazan l-a împrumutat în Serie A la Empoli. Aici nu a fost în formă, cu Livaja înscriind o singură dată în 18 meciuri pentru Azzurri, începând doar patru meciuri din postura de titular. Acest gol l-a dat pe 22 noiembrie în timpul remizei cu 2-2 împotriva Fiorentinei.

### Las Palmas
La 14 iulie 2016, Livaja a ajuns la echipa Las Palmas din La Liga, cu care a semnat un contract până în iunie 2020. El a debutat pe 22 august, debut în care a marcat și primele goluri, cu Las Palmas învingând-o pe Valencia cu 4-2 pe Stadionul Mestalla. Au urmat 613 de minute în 10 meciuri fără gol marcat până pe 4 decembrie 2016, când a marcat singurul gol al echipei în remiza 1-1 împotriva lui Deportivo Alavés. Livaja și-a făcut prima sa apariție la Copa del Rey pe data de 10 ianuarie a anului următor în returul optimilor împotriva lui Atlético Madrid, marcând o dublă în victoria scor 2-3 din deplasare, însă echipa sa nu s-a calificat pierzând la general, scor 4-3.

#### AEK Atena (împrumut)

##### Sezonul 2017-2018
La 1 iulie 2017, Livaja a fost împrumutat AEK Atena, care a plătit pentru împrumutul său 200.000 €, cu o opțiune de cumpărare de 1,8 milioane de euro în vara anului 2018. El și-a făcut debutul pentru club la 25 iulie 2017 într-o înfrângere acasă cu 2-0 împotriva lui ȚSKA Moscova în turul celui de-al treilea tur preliminar al Ligii Campionilor. La 28 septembrie 2017, a marcat golul egalizator în minutul 90 al celui de-al doilea meci din grupele UEFA Europa League, 2-2 cu Austria Viena. La 5 noiembrie 2017 a marcat singurul gol în derby-ul cu PAOK. La 19 noiembrie 2017, Livaja a reușit să smulgă un punct pentru AEK într-un derby de 1-1 cu rivali Panathinaikos cu gol egalizator marcat în ultima fază a meciului. La 27 noiembrie 2017, a înscris o dublă în victoria scor 3-0 cu Platanias, prin care și-a adus echipa pe primul loc în campionat. La 3 decembrie 2017, AEK a câștigat cu 2-0 în deplasare cu Levadiakos, rămânând în vârful clasamentului în sezonului 2017-2018 al Superligii, după 13 meciuri.
La 14 ianuarie 2018, el a deschis scorul într-un meci câștigat acasă, scor 3-1 cu PAS Giannina. La 27 ianuarie a înscris în victoria cu 2-0, împotriva echipei Lamia. La 4 martie 2018, a marcat cu un capul dintr-o centrare venită de pe dreapta de la Rodrigo Galo, într-o victorie scor 1-0 obținută împotriva lui Panionios.
Potrivit mai multor surse, conducerea lui AEK a decis să-l achiziționeze pe jucătorul croat în vara anului 2018. Extrema de 25 de ani a fost în formă bună sub conducerea experimentatului antrenor spaniol, Manolo Jimenez în timpul sezonului 2017-2018, în care a marcat 10 goluri în 37 de meciuri oficiale în toate competițiile. A semnat un contract cu echipa până în vara anului 2021, cu o clauză de reziliere de 10 milioane de euro.

### AEK Atena

#### Sezonul 2018-2019
La 22 martie 2018, impresionat de performanțele sale, AEK a decis să declanșeze clauza opțională de transfer de 1,8 milioane de euro, iar jucătorul va câștiga 700 000 de euro pe an până în vara anului 2021. Într-un meci împotriva Celtic contând pentru returul celui de-al treilea tur preliminar al Ligii Campionilor din 14 august 2018, a dat un gol cu capul din apropiere ducând scorul la 2-0 și, în ciuda faptului că Scott Sinclair a adus-o pe Celtic înapoi în joc în ultimele minute, AEK a ținut cu dinții de rezultat, victoria cu 2-1 din meciul de acasă pentru a obține locul în playoff-ul UEFA Champions League unde a jucat cu Vidi. Două zile mai târziu, o echipă italiană a cărui nume nu a fost dat publicității inițial, dar care s-a dovedit mai târziu a fi Sampdoria, a oferit 8 milioane de euro pentru atacantul croat, dar conducerea echipei a respins oferta. La 25 august 2018 a marcat primul său gol în sezonul 2018-2019 într-un meci cu PAS Giannina câștigat cu 2-0, aflându-se la locul potrivit la momentul potrivit la capătul unei centrări expediate de Michalis Bakakis. La 20 octombrie 2018, o pasă bună dată de Viktor Klonaridis i-a permis lui Livaja să înscrie primul gol din campionat în prima etapă sezonului, într-o victorie scor 2-0 împotriva lui Apollon Smyrnis. O săptămână mai târziu, el a dat al patrulea gol pentru echipa lui Marinos Ouzounidis, într-o victorie cu 4-0 acasă împotriva lui Aris Salonic, după ce a fructificat o centrare primită din partea lui Lucas Boyé. La 2 decembrie 2018 a intrat din postura de rezervă și a marcat într-o victorie de 2-0 împotriva lui Xanthi. La 20 decembrie 2018, a marcat o victorie cu 3-1 împotriva lui Volos în ultimul meci din grupele Cupei Greciei.
La 20 ianuarie 2019, el a deschis scorul într-un meci câștigat acasă împotriva lui Asteras Tripolis cu 3-0. Trei zile mai târziu, a intrat de pe bancă și a marcat o dublă în partida câștigată cu 5-0 împotriva lui AO Chania-Kissamikos în optimile Cupei Greciei. Echipa sa a câștigat cu 6-1 la general și a avansat la sferturile de finală ale competiției. La 10 februarie 2019, a marcat singurul gol într-o victorie cu 1-0 împotriva lui OFI Creta, dintr-o pasă dată de Christos Albanis.
La 5 mai 2019, în ultimul meci al sezonului, a marcat în meciul  câștigat cu 3-0 împotriva lui Levadiakos.

## Cariera la națională
La 20 august 2018, ca urmare a performanțelor sale bune la echipa de club, antrenorul Croației, Zlatko Dalic, l-a inclus pe Marko Livaja în lotul pentru Liga Națiunilor UEFA din meciurile cu Portugalia și Spania.

## Statistici privind cariera

### Club
Până pe 5 mai 2019
| Club                  | Sezon         | Campionat        | Campionat | Campionat | Cupa națională | Cupa națională | Continental | Continental | Altele  | Altele | Total   | Total  |
| Club                  | Sezon         | Divizie          | Meciuri   | Goluri    | Meciuri        | Goluri         | Meciuri     | Goluri      | Meciuri | Goluri | Meciuri | Goluri |
| --------------------- | ------------- | ---------------- | --------- | --------- | -------------- | -------------- | ----------- | ----------- | ------- | ------ | ------- | ------ |
| Internazionale        | 2012–2013     | Serie A          | 6         | 0         | 0              | 0              | 7           | 4           | –       | –      | 13      | 4      |
| Internazionale        | Total         | Total            | 6         | 0         | 0              | 0              | 7           | 4           | 0       | 0      | 13      | 4      |
| Cesena (împrumut)     | 2011–2012     | Serie A          | 3         | 0         | 0              | 0              | –           | –           | –       | –      | 3       | 0      |
| Cesena (împrumut)     | Total         | Total            | 3         | 0         | 0              | 0              | 0           | 0           | 0       | 0      | 3       | 0      |
| Atalanta              | 2012–2013     | Serie A          | 11        | 2         | 0              | 0              | –           | –           | –       | –      | 11      | 2      |
| Atalanta              | 2013–2014     | Serie A          | 20        | 2         | 3              | 2              | –           | –           | 0       | 0      | 23      | 4      |
| Atalanta              | Total         | Total            | 31        | 4         | 0              | 0              | 0           | 0           | 0       | 0      | 34      | 6      |
| Rubin Kazan           | 2014–2015     | Prima Ligă Rusă  | 11        | 0         | 2              | 1              | –           | –           | –       | –      | 13      | 1      |
| Rubin Kazan           | Total         | Total            | 11        | 0         | 2              | 1              | 0           | 0           | 0       | 0      | 13      | 1      |
| Empoli (împrumut)     | 2015–2016     | Serie A          | 18        | 1         | 0              | 0              | 0           | 0           | –       | –      | 18      | 1      |
| Empoli (împrumut)     | Total         | Total            | 18        | 1         | 0              | 0              | 0           | 0           | 0       | 0      | 18      | 1      |
| Las Palmas            | 2016–2017     | La Liga          | 25        | 5         | 1              | 2              | 0           | 0           | –       | –      | 26      | 7      |
| Las Palmas            | Total         | Total            | 25        | 5         | 1              | 2              | 0           | 0           | 0       | 0      | 26      | 7      |
| AEK Athena (împrumut) | 2017–2018     | Superliga Greacă | 27        | 8         | 5              | 0              | 10          | 2           | –       | –      | 42      | 10     |
| AEK Athena (împrumut) | Total         | Total            | 27        | 8         | 5              | 0              | 10          | 2           | 0       | 0      | 42      | 10     |
| AEK Athena            | 2018–2019     | Superliga Greacă | 25        | 7         | 7              | 4              | 5           | 1           | –       | –      | 37      | 12     |
| AEK Athena            | Total         | Total            | 25        | 7         | 7              | 4              | 5           | 1           | 0       | 0      | 37      | 12     |
| Total carieră         | Total carieră | Total carieră    | 158       | 26        | 17             | 9              | 22          | 7           | 0       | 0      | 186     | 41     |

## Titluri
Inter Primavera
- Seria NextGen: 2012
- Campionato Nazionale Primavera: 2012

AEK Atena
- Superliga Greacă: 2017-2018